# Tapio Luusua
Tapio Luusua (* 4. August 1981 in Pelkosenniemi) ist ein finnischer Freestyle-Skier. Er ist auf die Buckelpisten-Disziplinen Moguls und Dual Moguls spezialisiert.

## Biografie
Luusua debütierte am 27. November 1999 im Freestyle-Skiing-Weltcup und erzielte dabei in Tandådalen den 13. Platz. In seiner Premierensaison blieb dies sein bestes Ergebnis. Die erste Podestplatzierung folgte am 14. Dezember 2000, als er in Tignes den Moguls-Wettbewerb als Dritter beendete. Er qualifizierte sich für die Olympischen Winterspiele 2002, wo er Fünfter wurde. Der erste Weltcupsieg gelang ihm am 19. Dezember 2002 in Ruka.
Nach zwei mäßigen Saisons konnte Luusua am 14. Dezember 2005 in Tignes den zweiten Weltcupsieg seiner Karriere feiern, doch verpasste er verletzungsbedingt die Olympischen Winterspiele 2006. In den Saisons 2006/07, 2007/08 und 2008/09 war je ein zweiter Platz sein bestes Ergebnis. Bei der Weltmeisterschaft 2009 in Inawashiro gewann er im Moguls-Wettbewerb die Silbermedaille und im Dual-Moguls-Wettbewerb die Bronzemedaille. Im Winter 2009/10 kam er im Weltcup nicht über einen zehnten Platz hinaus.

## Erfolge

### Olympische Spiele
- Salt Lake City 2002: 5. Moguls
- Vancouver 2010: 21. Moguls

### Weltmeisterschaften
- Whistler 2001: 9. Dual Moguls, 40. Moguls
- Deer Valley 2003: 7. Dual Moguls, 36. Moguls
- Madonna di Campiglio 2007: 16. Dual Moguls, 17. Moguls
- Inawashiro 2009: 2. Moguls, 3. Dual Moguls

### Weltcup
- Saison 2003/04: 9. Moguls-Weltcup
- Saison 2007/08: 9. Moguls-Weltcup
- Saison 2008/09: 9. Moguls-Weltcup
- 8 Podestplätze, davon 2 Siege:

| Datum             | Ort    | Land       | Disziplin |
| ----------------- | ------ | ---------- | --------- |
| 19. Dezember 2002 | Ruka   | Finnland   | Moguls    |
| 14. Dezember 2005 | Tignes | Frankreich | Moguls    |